# Drowned in Sound
DrownedinSound.com ou DIS é uma revista eletrônica britânica de música financiada pela empresa "Silentway", de propriedade de Mick Hucknall do Simply Red, e Brett Anderson do Suede. Seu foco editorial é a música independente.

## Artistas
Em 2003, o Drowned in Sound lançou seu próprio selo e com artistas como:
- Adam Gnade
- Bat for Lashes
- Blood Red Shoes
- Brett Anderson
- Emily Haines
- Emmy the Great
- Jeniferever
- Kaiser Chiefs
- Les Incompétents
- Martha Wainwright
- Metric
- Redjetson
- The Stills
- ThisGirl
- Youthmovies